# Huevo napoleónico
El huevo napoleónico es uno de los huevos imperiales de Fabergé: un huevo de Pascua joya que el último zar de Rusia, Nicolás II, regaló a su madre, la Emperatriz viuda María.
Fue fabricado en 1912 en San Petersburgo bajo la supervisión de Henrik Wigström, por encargo del joyero ruso Peter Carl Fabergé, de Fabergè; las miniaturas están firmadas y fechadas: "V. Zuiev 1912".
Es el único huevo, junto con el Huevo del yate imperial Standart de 1907, del que se han encontrado los planos del proyecto.

## Propietarios
En 1917, durante la Revolución Rusa, el huevo fue confiscado por el Gobierno Provisional como muchos otros tesoros imperiales; en 1930 fue vendido por Antikvariat, junto con otros nueve huevos, a Hammer Galleries en Nueva York, un coleccionista privado lo compró en 1937. En 1951 fue vendido a Matilda Geddings Gray a cuya muerte, en 1971, el precioso huevo pasó a la Fundación Matilda Geddings Gray.
Posteriormente, el huevo se exhibió al público en el Museo de Arte de Nueva Orleans con la Colección de la Fundación Matilda Geddings Gray (MGGFC); desde marzo de 2007 hasta el 5 de junio de 2011, la colección estuvo alojada en el Museo y jardín botánico de Cheekwood en Nashville. Desde el 22 de noviembre de 2011 hasta el 27 de noviembre de 2016, la colección estuvo expuesta en el Museo Metropolitano de Arte de Nueva York.

## Descripción
Conmemora el centenario de la Batalla de Borodinó durante Invasión napoleónica de Rusia en 1812.
Está recubierto de esmalte translúcido verde esmeralda sobre fondo guilloché y decoraciones doradas de opulento estilo imperio. Un motivo de rama de laurel sobre bandas de esmalte rojo, rodeado de filas de diamantes talla rosetón, divide la cáscara horizontalmente y en la parte media más ancha, verticalmente en seis paneles con águilas bícéfalas y trofeos de batalla en el centro.
En la parte superior del huevo se ve el monograma coronado de María Fëdorovna, cubierto con un diamante tallado como una losa delgada.
El interior del huevo está forrado con raso y terciopelo.

### Sorpresa

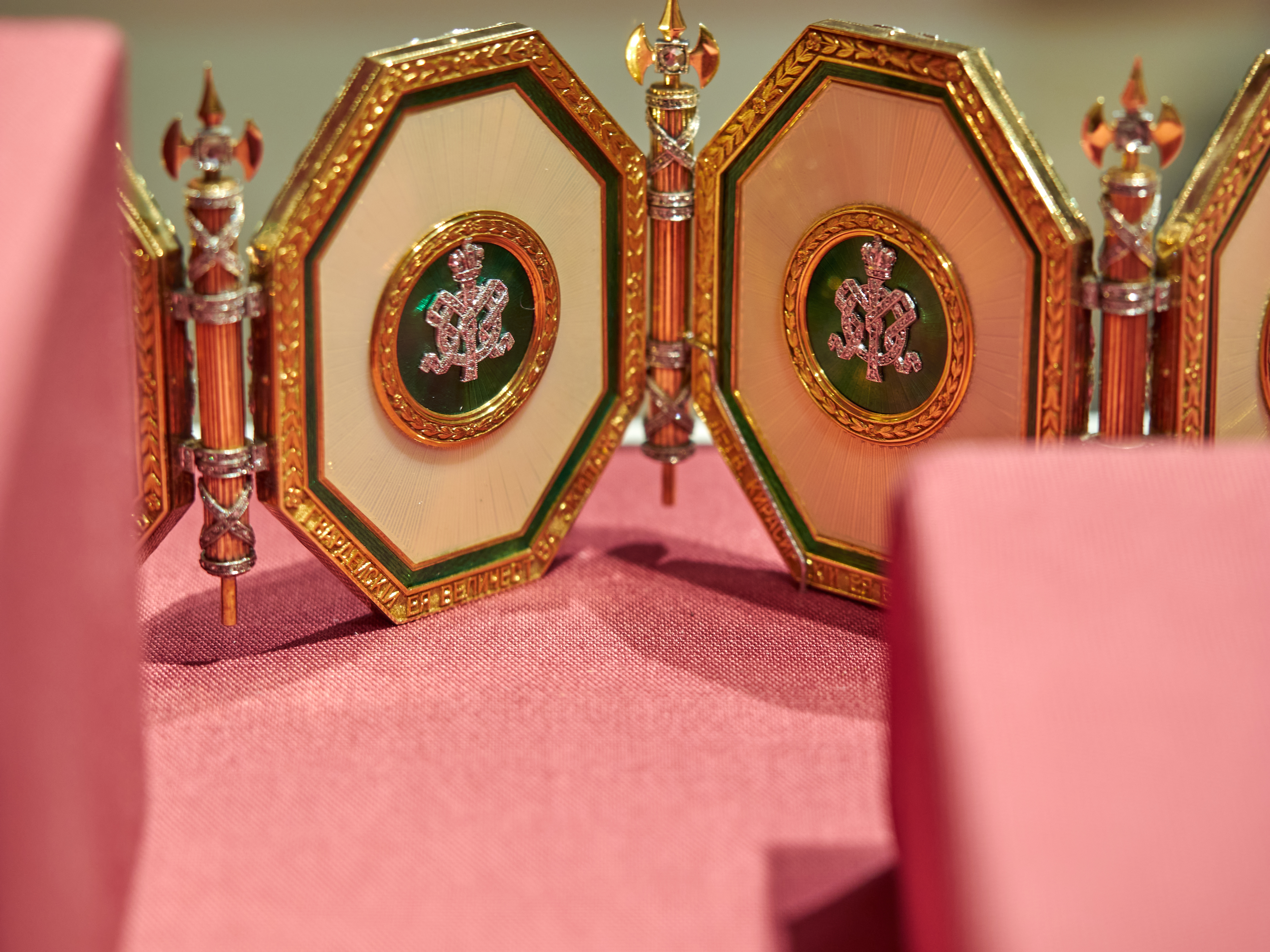
Detalle de la sorpresa.

Consta de seis miniaturas pintadas al gouache sobre marfil, firmadas "V. Zuiev 1912", que ilustran los seis regimientos de los que María Fiodorovna fue coronel honoraria, las miniaturas son tan detalladas que es posible identificar a los oficiales de la guardia naval, en lugar de francotiradores o caballería. 
Cada miniatura tiene un marco octogonal de oro amarillo decorado con diamantes talla rosetón y esmalte verde esmeralda translúcido sobre un fondo guilloché; el reverso de los paneles está esmaltado en blanco opaco y lleva en el centro, en diamantes, el monograma en caracteres cirílicos de la emperatriz viuda coronado por la corona imperial. Los seis paneles están unidos por bisagras de oro engastadas con diamantes en forma de fasces con una doble hacha en el medio.